# Тертл-Крик (тауншип, Миннесота)
Тертл-Крик (англ. Turtle Creek) — тауншип в округе Тодд, Миннесота, США. На 2000 год его население составило 323 человека.

## География
По данным Бюро переписи населения США площадь тауншипа составляет 92,5 км², из которых 84,7 км² занимает суша, а 7,8 км² — вода (8,48 %).

## Демография
По данным переписи населения 2000 года здесь находились 323 человека, 127 домохозяйств и 98 семей.  Плотность населения —  3,8 чел./км².  На территории тауншипа расположено 255 построек со средней плотностью 3,0 построек на один квадратный километр. Расовый состав населения: 96,28 % белых, 0,62 % коренных американцев, 0,31 % азиатов и 2,79 % приходится на две или более других рас.
Из 127 домохозяйств в 30,7 % воспитывались дети до 18 лет, в 72,4 % проживали супружеские пары, в 1,6 % проживали незамужние женщины и в 22,8 % домохозяйств проживали несемейные люди. 19,7 % домохозяйств состояли из одного человека, при том 9,4 % из — одиноких пожилых людей старше 65 лет. Средний размер домохозяйства — 2,54, а семьи — 2,94 человека.
25,1 % населения — младше 18 лет, 6,2 % — в возрасте от 18 до 24 лет, 23,2 % — от 25 до 44, 25,4 % — от 45 до 64, и 20,1 % — старше 65 лет. Средний возраст — 43 года. На каждые 100 женщин приходилось 116,8 мужчин.  На каждые 100 женщин старше 18 приходилось 112,3 мужчин.
Средний годовой доход домохозяйства составлял 31 750 долларов, а средний годовой доход семьи —  36 458 долларов. Средний доход мужчин —  30 313  долларов, в то время как у женщин — 21 094. Доход на душу населения составил 16 896 долларов. За чертой бедности находились 13,4 % семей и 16,0 % всего населения тауншипа, из которых 20,5 % младше 18 и 25,0 % старше 65 лет.